# École des technologies numériques avancées
École des technologies numériques avancées er et fransk informatik-institut tilknyttet IONIS Education Group.
Instituttet blev oprettet i 2005 og har i dag omkring 1500 studerende.